# パスティ
パスティ（英: pasty/pastie、コーンウォール語: hogen; pasti、西コーンウォール方言: tiddy/teddy oggy/oggin）は、イギリスのコーンウォールに関連する具入りのペイストリーである。別名にコーニッシュ・パイがある。パスティはパイとは異なり、通常丸い平面のペイストリーに具を置いて、折り曲げて包み、縁に折り目をつけ閉じる。この結果、半円形になる。伝統的なコーニッシュ・パスティは牛肉、薄切りジャガイモ、ルタバガ（Swedish turnip「スウェーデンのカブ」とも呼ばれる）、およびタマネギを具とし、焼いて作る。様々なフィリングのパスティが販売され、全種類のパスティを販売する店もある。

## 歴史
パスティの発祥は大部分が不明であるが、現在の形はコーンウォールが元祖であるとの説が一般的である。コーンウォールのスズ鉱員が食事に戻ることができないことから、坑内に持ち込むためのランチ（コーンウォール語の「crust」または「crib」）として最初に作られたといわれている。この説では、全身泥（スズに付随するヒ素が含まれる）まみれのため、包んだ皮を手に取り、その部分以外の触れずに汚れていない部分を食べたという。汚れて食べられない皮の部分は坑内に捨てられ、鉱山作業者を危険に導くこともある気まぐれな精霊、ノッカーの空腹を満たしたと考えられた。関連する説で、漁師がパスティを海に持っていくことは不運だと言われている。パスティは農民や労働者に、特に同じような鉱業地域であるイギリス北東部で一般的に食されていた。
デヴォンの研究者は、16世紀の文書にパスティの記述を発見し、パスティがデヴォン発祥と論じたが、コーンウォールのパスティの元祖は数世紀前にさかのぼるとの証拠を主張するコーンウォールの歴史研究者に反駁された。現存するコーニッシュ・パスティの最古のレシピは1746年のものであり、コーンウォール、トゥルロのコーンウォール公文書保存館に保管されている。イギリス以外では、パスティは一般に移民してきたコーンウォール鉱員により新たな地域に広まり、パスティがコーンウォール発祥であるとの主張を強めている。
中の具を包む厚い皮のため、パスティは8～10時間温度を保ち、携帯されることで鉱員の防寒に役立った。元鉱山町のベイカリーは今なお、注文された具をパスティに詰めた後に、その客の頭文字をペイストリーで貼り付けて焼き上げている。この習慣は、鉱員がパスティの一部を朝食で食べて、残りを昼食で食べるときに自分のパスティを見つけるために始まった。食事時間までパスティを温める大きなオーブンがある炭坑もあった。良いパスティは、縦坑に落としても壊れない硬さを持つと言われている。アメリカ合衆国モンタナ州、ビュートの鉱員は、パスティは「我が家からの手紙と同じぐらい嬉しいものだ」と語っている。

### 呼称保護
2002年に、コーンウォールのパスティ製造業組合であるCornish Pasty Association（コーニッシュ・パスティ組合）は、イギリス政府の環境・食糧・農家省（DEFRA）にコーニッシュ・パスティの地理的表示保護（PGI）法案を提出した。DEFRAは法案を支持することを採択し、最終承認のため欧州委員会に提出した。コーニッシュ・パスティのPGI法案が（シャンパン、プロシュット、スティルトン、アーブロース・スモーキーズ、コーニッシュ・クロテッド、および様々な原産地品と同様に）認められると、伝統的な慣習に従い伝統的な製法で作るコーンウォールのパスティ製造業者のみがコーニッシュ・パスティの名称で販売できるようになる。組合は、パスティ製造と地元の材料の生産業者には強い結びつきがあると主張している。コーニッシュ・パスティは、ほとんどの材料が地元産である。2005年には、コーンウォール産の5,700トンのジャガイモ、5,200トンの牛肉、310トンのタマネギ、1,550トンのルタバガが、コーニッシュ・パスティ製造に使われた。近年まで、コーンウォールは小麦やタマネギの商業的生産に適さないと考えられていたが、コーンウォールの最大手パスティ製造業者が農村に働きかけ、地元産の小麦とタマネギを開発した。地元生産者からの小麦粉需要の45%を供給し、近い将来タマネギ需要の40%を供給できるようになる予定である。

### 現在の状況
パスティはコーンウォール、デヴォン、ウェールズ、ノース・イースト・イングランド、イギリスのその他の地域、アイルランド、ブルターニュ半島でなお非常に一般的である。アメリカ合衆国北部でもまた一般的である。これらの地域では、ベイカリーまたはパスティ専門店で手作りのパスティが販売される。大量生産のパスティは、伝統的なコーニッシュ・パスティと全く異なるもので、イギリス中のスーパーマーケットで販売されている。パスティ販売チェーン店が近年開店され、大量生産品よりも良い、様々なフィリングのパスティが販売されている。パスティは他のファストフードと同様に移動中に食べられることが多い。

## 調理と材料

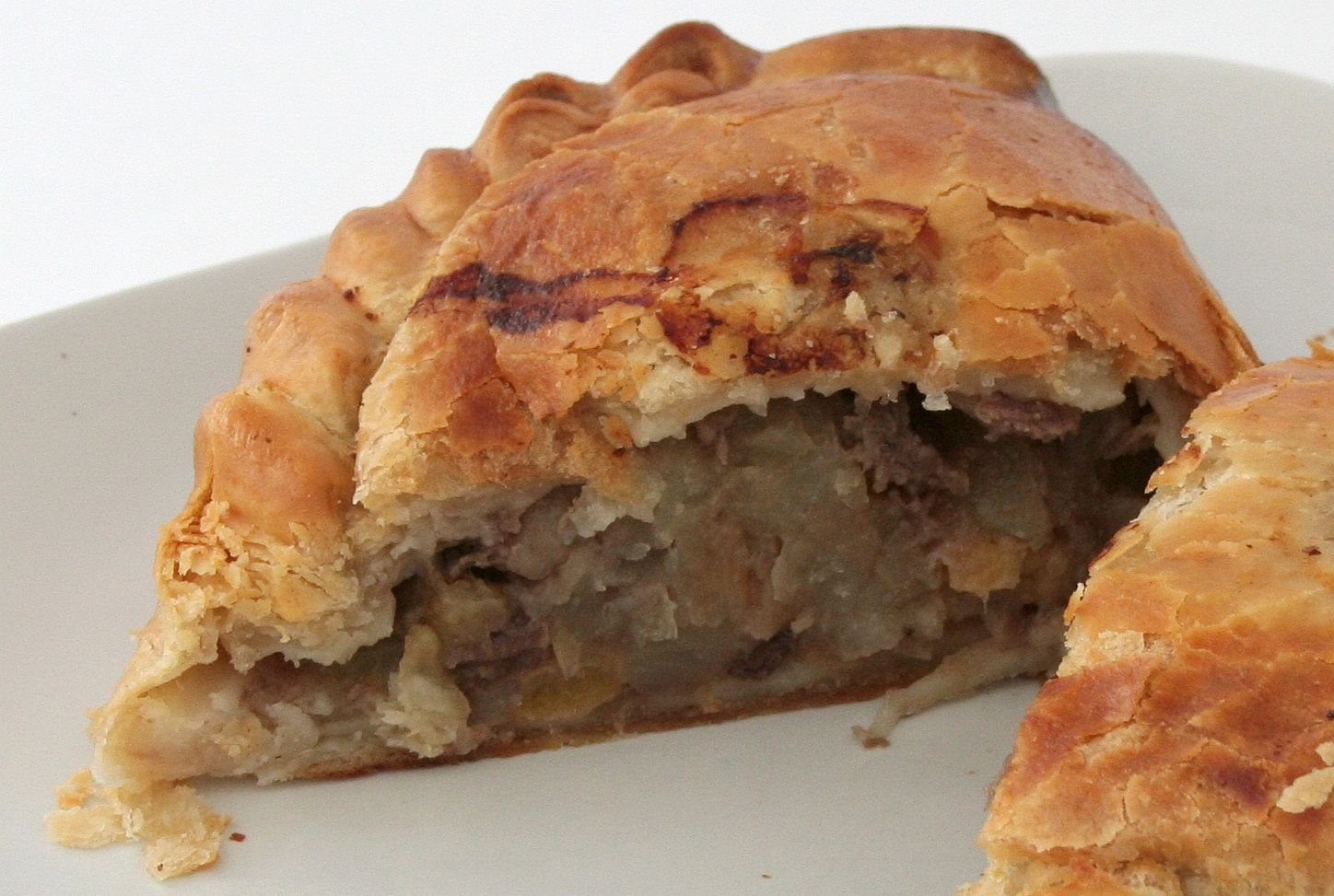
ステーキと野菜が具の伝統的コーニッシュ・パスティ

完全に標準的なパスティの材料は無いが、伝統的なレシピではサイコロ状に切った、または薄切りの牛肉、極薄切りのタマネギとジャガイモが具に含まれる。他の一般的な材料はルタバガ（デヴォンとコーンウォールではyellow turnip「黄色いカブ」と呼ばれる）、およびパセリである。コーニッシュ・パスティにニンジンを使うことに厳格主義者は難色を示し、コーンウォールで作られ、販売されるパスティに使われることはほとんどない。伝統的にハラミが使われるが、他の部位が使われることもある。牛挽き肉で作るパスティは一般的であるが、挽いていない牛肉のパスティよりも安価に売られている。現代のパスティでは牛肉が豊富に使われているが、19世紀のコーンウォールの鉱員の多くにとってはこれは非日常的な贅沢であったため、伝統的なパスティには通常肉よりも多くの野菜が使われている。
パスティの材料は通常、好みに応じて、塩とコショウで味付けする。
今日、パスティの具は、特にコーンウォール以外で多様化している。一般的なフィリングとして、牛肉とスティルトンチーズ、鶏肉とハム、チーズと野菜が使われ、またシチメンチョウやファルスも使われる。他の特別なパスティには朝食用およびベジタリアン用パスティがある。パスティ皮のレシピもまた様々であるが、伝統的なパスティは、コーンウォールの鉱山に持ち込まれるものであり、携帯されての作業中の振動や衝撃に耐えるよう、硬いが、脆くない皮で包まれている。最近のパスティのほとんどはショート（ペイストリー）クラストで作られている。パスティ製造業者の間には、パスティの正統な伝統的材料とレシピ、特に使用する野菜と皮の折り目の付け方についての論争がある。折り目の議論は、コーンウォールにおいてさえ論争があり、あるものは横閉じの折り目を支持し、他方は上閉じの折り目がより真正であると主張する。デヴォンとコーンウォールのパスティの違いは、コーニッシュ・パスティが半円形であり 厚い皮でパスティの縁を曲線に折り閉じるのに対して、デヴォンのパスティは上を折り閉じて楕円形である点だが、上を閉じるか横を閉じるかは、調理時の気分によるものである可能性がより高い。
豚肉とリンゴのパスティは、コーンウォール中の店で売られており、パスティの具がリンゴ味のソースで混ぜられている。同様に、リンゴとイチジク、チョコレートとバナナといった甘いパスティも、コーンウォールのいくつかの地域で一般的である。また、windy pasty「ウィンディ・パスティ」として知られる種類は、パスティ作りの余ったペイストリー生地を集めて丸く押しのばし、ジャムを詰めて通常のパスティと同様に折り閉じ、温製または冷製で食べる。
伝統的なパスティは、1食分として作られていたために、1個あたりが非常に大きく、野菜からのスープと肉汁がグレイビーのように皮をふやかし、特にソースなどをつけずに食べられていた。現在、パスティはフライドポテトと共にグレイビーまたはケチャップを添えて供されることがある。
|  |  |  |  |

### 2種入りパスティ
ベッドフォードシャー・クランガーに類似する、半分塩味、半分が甘いパスティが19世紀の鉱山で食べられていた。アングルシー島パリス・マウンテン (Parys Mountain) の銅山労働者が食べた古いレシピが存在する。2006年に、このレシピがスランゲヴニ (Llangefni) 、コレーグ・メナイのフード・テクノロジー・センターで再現された。厚いショート・クラストの2種入りパスティの一方に肉と野菜を混ぜた具、他方に果物とジャムが詰められ、1個でメインディッシュとデザートになっている。2種入りパスティは商業的には失敗した。このレシピを研究し発見した研究者は、このレシピはコーンウォールの鉱員がアングルシーに仕事を探しに出向いたときに持ち込んだものであると主張している。
このパスティは商業的な歴史は無く、今日もコーンウォールで2種入りパスティは販売されておらず、料理愛好家が作っている程度である。甘い具と塩辛い具はペイストリーのしきり、または堅くなったパン1切れで隔てられる。このレシピは、パスティをより充実した食事にしようとした結果であると考えられる。2つの味付けを共存させる方法としては、他に小量のジャムを調理済みパスティの一方の端の折り目に寄せて詰める方法がある。
|  |  |  |  |  |  |

### コーンウォール・パスティに影響された他の地域のパスティ
コーンウォール鉱員の移民（俗語：Cousin Jack (ジャックの一族)）が、19世紀中にその他の地域にパスティを広めた。コーンウォールのスズ鉱山が閉山されていくにつれ、鉱員はその専門技術と伝統技術を世界の他地域の新たな鉱山に伝えた。その結果、以下のような各地にパスティが見られる。

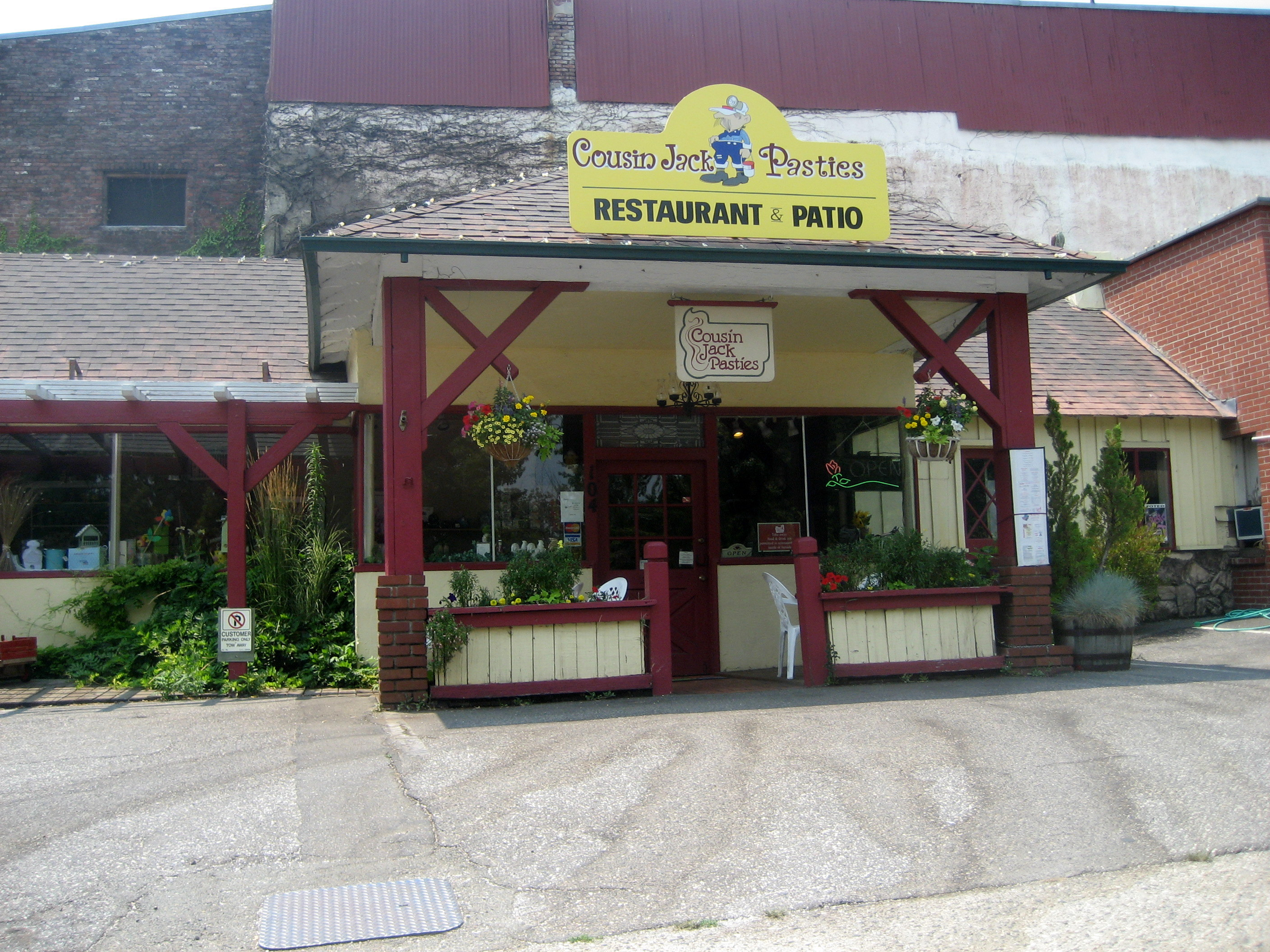
カリフォルニア州、グラス・バレーの「Cousin Jack's」パスティ店

- ミシガン州アッパー半島 - この地域でパスティは、6月上旬に行われるミシガン州カルメットのパスティ・フェストを含め重要な観光名物である。アッパー半島のパスティは、1864年にコーンウォールの鉱員に少数のフィン人移民が続いたという特に珍しい歴史を持つ。フィン人（および他の多くの民族集団）はカッパー・カントリー (Copper Country) の銅鉱山の食事にパスティを取り入れた。約30年後、続いて移住してきた多くのフィン人移民は、フィン人の鉱員たちがパスティを焼いていたことから、それがフィン人の発明品であると考えた。その結果、この地域のフィン人の文化に深く関連したものとなった[8]。

- メキシコ、イダルゴ州およびパチューカの2つの銀鉱山、レアル・デル・モンテ（ミネラル・デル・モンテ (Mineral del Monte) ）には、移住したコーンウォール鉱員による顕著なコーンウォールの影響があり、パスティが典型的な郷土料理と考えられている[17]。メキシコのパスティはティンガ（細切り牛肉/鶏肉の料理）やモーレといった、典型的なメキシコの具を詰めて供される。メキシコ・スペイン語では、パステ（paste）と呼ぶ。

2009年10月に、メキシコ、イダルゴ州、レアル・デル・モンテ（コーンウォール、レッドラスと姉妹都市）で、最初の国際的なパステの祝祭である、第1回国際パステ・フェスティバルが開催された。レアル・デル・モンテ自治体、パステ製造業者、Cornish Mexican Cultural Society（コーンウォール・メキシコ文化交流協会）メキシコ支部が主催し、3日間の行事でこの都市に約8,000人の観光客を集客し、大成功をおさめた。観光客の移動バスは会場から4時間離れたクエルナバカ、およびメキシコ・シティから移動した。フェスティバルはレアル・デル・モンテの市長、Ing. Omar Mariano Skewes（オマル・マリアノ・スクウェス）の「コーンウォールの人々は、我々に再び仕事を与え、不採算に陥っていた鉱業を再建した。我々がこの産業を失ったとき、パステと新たな収入源を我々に与えた」といった開会宣言で始まった。この絵のように美しい町での祝祭行事は、コーンウォール人の墓地への訪問およびイギリス協会のBridget Galsworthy（ブリジェット・ゴールズワージー）によるガイド付きツアーで、鉱員の記念塔に花を飾ることで始まった。大通りは、地方色豊かな各種様々な「パステ」が販売されるテント屋台が列をなし、鉱員の記念塔に隣接する場所に大きなステージが設置され、踊りと催し物がフェスティバル中披露された。コーンウォールのポルダーク・マイン出身のパム・メルヴィルが伝統的なパスティ作りの実演を行い、多数のパスティが作られ大人気であった。レアル・デル・モンテは疑いなくメキシコのパスティの本場であり、30の「パステ」製造業者がある。これには、メキシコ中の都市に店舗がある国内チェーン店も含まれる。例えば、Pastes Real del Plateros（パステス・レアル・デル・プラテロス）はレアル・デル・モンテに2店舗、近隣都市のパチューカには12店舗、メキシコ・シティには2店舗あり、パスティがメキシコでいかに人気かを示している。イギリスのパスティよりやや多くの種類がメキシコでは作られ、潤沢な唐辛子で風味付けられた肉とジャガイモ、黒豆、細切り鶏肉、ソーセージなどに加え、甘いパスティとしてはパイナップル、リンゴ、イチゴ、およびブラックベリーなどがある。Pastes El Portal（パステス・エル・ポルタル）には15種類のフィリングのメニューがあり、すべて9ペソ（2010年現在、約65.8円）で販売され、飲み物としてプルケ（リュウゼツラン酒）も販売されている。
|  |  |  |  |

## パスティに関する出来事の歴史
- ヘンリー3世（1207-1272）は13世紀の許可状を、グレート・ヤーマスに授けた。町はノリッジの保安官に毎年100匹のニシンで24個のパスティを焼いて送ることが義務付けられ、保安官はそれを東カールトン(en)の領主に送り、領主は王に献上した[18]。
- 13世紀の歴史研究者、マシュー・パリス (Matthew Paris) は、セント・アルバンス・アビーの修道僧が「慣習に従い、獣肉のパスティを糧として生きた」と著した[19]。
- 1300年頃の、料理本『ル・ヴィアンディエ』の初期の版で、パスティのレシピが記載された[20]。
- 1393年 - 『ル・メナジエ・ド・パリ』 (Le Ménagier de Paris) には、鹿肉、子牛肉、牛肉、またはマトンのパステ（pasté）のレシピがあり、pastéは時々現代英語のpastyに翻訳される[21]。
- 1420年 - 15世紀の料理本に、デヴォンシャー公の祝宴に供される「鹿肉パスティ」がある[22]。
- 1465年 - ジョージ・ネヴィル（ヨーク大司教とイングランド大法官）叙任の祝祭で、4,000の冷製および1,500の温製パスティが供された[23]。
- 16世紀（1510年）のプリマス自治都市の監査記録と財務記録（プリマスおよび西デヴォン公文書保存館に保管）は、タマー川対岸のマウント・エッジカムの鹿肉を使用するパスティ製造の費用が示されている[24] 。
- パン屋からヘンリー8世の妻、ジェーン・シーモア（1510-1537）への手紙に、「…このパスティが、この前のものよりも良い状態で届けられることを願う…」とある[25]。
- 1672年 - Hannah Woolleyの著書『The Queen-like Closet or Rich Cabinet』で鹿肉のパスティ作りが記述された[26]。
- 1678年 - Mary Tillinghastの著書『Rare and Excellent Receipts』[27]。
- 1707年 - ジョージ・ファーカー (George Farquhar) の戯曲『The Beaux' Stratagem（しゃれ男たちの策略）』で言及された。
- 1720年 - ラムと鹿肉のパスティのレシピが、Edward Kidderの著書『Receipts of Pastry and Cookery』に記述された[28]。
- 1742年 - Mary Swanwickの『Her Cookery Book』[29]。
- 1774年 - Hannah Glasseの『The Art of Cookery（料理術）』で、鹿肉パスティを記述[30]。
- 18世紀 - トゥルロのコーンウォール公文書保存館（CRO）は、1746年のコーニッシュ・パスティのレシピを保管している。これが本来の「コーニッシュ・パスティ」レシピの最古の記録である。

## 音楽、美術、文学でのパスティ
パスティは、様々な押韻詩や歌の主題となった。また、幾つかのシェークスピア戯曲を含む多くの文学作品にも取り上げられた。
パスティについて触れる著名な文学作品で最古のものは、12世紀のフランス人、クレティアン・ド・トロワによるコーンウォールでのアーサー王物語であり、シャンパーニュ伯のために著された。この作品には、以下の文がある：
Next Guivret opened a chest and took out two pasties.
（次にGuivretは箱を開けて2つのパスティを取り出した。）

My friend,' said he, 'Now try a little of these cold pasties ...
(「友よ、」彼は言う、「この冷たいパスティをちょっと食べてみないか…」） 
しかしながら、この文はフランス語原文では単なる「ペイストリー」を意味するか疑わしい。
その次に、1300年代のロビン・フッドの物語でパスティについて触れられる。
ジェフリー・チョーサーの14世紀の作品『カンタベリー物語』では、パスティに2度言及している。1箇所は
All of pasties be the walls of flesh, of fish, and rich meat.（全てのパスティは肉と魚の壁となる）
であり、2箇所目は
pouches of dough that were small and portable rather than their next of kin, pot pies, which were very large and stayed on the table.（生地の容量は、同類で非常に大きくテーブルに置くのポット・パイに比べ、より小さく携帯用である）
と、現代のパスティをまさに表現しているかのようである。

14世紀および15世紀は、フランス人年代記作家ジャン・フロワサールは、人々が
with botelles of wyne trusses at their sadelles, and pastyes of samonde, troutes, and eyls, wrapped in towels（ワイン瓶を鞍に縛り付け、サケ、マス、ウナギのパスティを布に包んだ）
と著した。

シェイクスピアの3作の戯曲で言及されている。『ウィンザーの陽気な女房たち』では第1幕1場で
Wife, bid these gentlemen welcome. Come, we have a hot venison pasty to dinner: come gentlemen, I hope we shall drink down all unkindness（妻へ: 紳士達を歓迎しなさい。いらっしゃい、温かいパスティの夕食がありますよ。皆さんいらっしゃい、不親切を飲み干しましょう）
と、『終わりよければ全てよし』では第4幕第3場でペーローレスが
I will confess to what I know without constraint: if ye pinch me like a pasty, I can say no more（何でも知っていることを告白します。パスティのように私を閉じ込めたら、それ以上何も言えません）
と言い、最後に『タイタス・アンドロニカス』では、タイタスはカイロンとディミートリアスの死体を焼いてパスティにして、彼らの母に食べさせている。

16世紀には、ウィリアム・ホートン (William Haughton) の戯曲『Englishmen for My Money』または『A Woman Will Have Her Will』（1598年）の台詞
I have the scent of London stone as full in my nose, as Abchurch Lane of Mother Wall's pasties（アブチャーチ・レーン、Mother Wallのパスティのように、鼻いっぱいにロンドン・ストーン (London Stone) の匂いがした）
がある。
1898年に、ロバート・モートン・ナンスは『The Merry Ballad of the Cornish Pasty（コーニッシュ・パスティの陽気なバラード）』を書いた。
When I view my Country o'er:

Of goodly things the plenteous store:

The Sea and Fish that swim therein

And underground the Copper and Tin:

Let all the World say what it can

Still I hold by the Cornishman,

And that one most especially

That first found out the Cornish Pastie.
ウェストカントリー (West Country) ので1940年代当時の学童の遊び歌（playground-rhyme）に歌われた。
Matthew, Mark, Luke and John,

ate a pasty five feet long,

Ate it once, ate it twice,

Oh my Lord, it's full of mice
シリル・タウニー (Cyril Tawney) は1959年に「The Oggie Man」を作り、アルバム『A Cold Wind Blows』に含めた。
1964年に放送されたアメリカのテレビシリーズ『メイベリー110番（原題：アンディ・グリフィス・ショー）』 (The Andy Griffith Show) 第4シリーズ28話、「The return of Malcolm Merriweather」で、アンディ保安官と助手のバーニー・ファイフ (Barney Fife) のためにマルコムがパスティを作り、コーニッシュ・パスティは一方に肉とジャガイモがあり、他方にプラム・プディングを詰めると説明する。
1971年に、コーンウォールのフォーク歌手ブレンダ・ウートン (Brenda Wootton) が「パスティに何かしら関わりがある」歌をアルバム『Pasties & Cream』に収録した。
パスティは幾つかの小説に取り上げられている。ニール・ゲイマン著の『アメリカン・ゴッズ』 (American Gods) では、主要登場人物シャドウが架空の都市レークサイドのレストラン、メーベルズでパスティを見つける。続く物語で、神がアメリカを「改宗」させたと同様に、この料理がコーンウォール人によりアメリカで普及したことに言及している。他の文学作品には、リリアン・J・ブラウン著のミステリー小説のシャム猫ココシリーズがある。このシリーズでは炭坑員移住の伝統で有名な架空の地区ムース郡における伝統的で日常的な食べ物として度々描写され、主人公ジム・クィラランは、パスティ専門レストラン「ナスティ・パスティ（The Nasty Pasty）」で食事をしたり、パスティのコンテストも開催され、個人特有のレシピが事件解決への手がかりになったりする。パスティに関する記述は、ブライアン・ジェイクス (Brian Jacques) 著の小説レッドウォール伝説 (Redwall) シリーズもにあり、レッドウォール修道院のネズミとウサギのお気に入りのメニューである。パスティはまた、ウィンストン・グラハム (Winston Graham) 著の歴史小説『Poldark』シリーズで、この作品を原作としたBBCテレビシリーズと同様に言及されていた。
J・K・ローリング著の『ハリー・ポッターシリーズ』のいくつかで、パンプキン・パスティが食べられる。
ジェフ・ダニエルズ主演の映画『Escanaba in da Moonlight』では、物語の主要部分のユーモラスな場面でパスティを使用する。
ベル・アンド・セバスチャンは、「Le Pastie de la Bourgeoisie」（épater le bourgeois「ブルジョワを仰天させろ」の駄洒落）という曲を持つ。
ポール・スチュワートとクリス・リデル (Chris Riddell) 共著「Barnaby Grimes」シリーズの主人公は、『Return of the Emerald Skull』（2008年）で「Stover's Special」と呼ばれる、ラム、ニンジン、カブを詰め、他の端に香料を加えたリンゴやスルタナ（種なし干しブドウ）を詰めて、耐油紙に包んでポケットで保温したパスティを食べる。
コーンウォールのコメディアンでパスティに詳しいジェスロ (Jethro) は、本来のパスティは3つの区画がある - 更に小さいおまけが極先端にありアフターエイト（After Eight、ミント入りダークチョコレート）を詰める - と、冗談で主張する。

## パスティに関する文化
伝統的なコーンウォールの物語では、コーンウォールの女性がパスティにどんな食べ物も詰める傾向を悪魔が聞きおよび、パスティの具になることを恐れ、タマー川を決して渡らなかったと伝えられている。
コーンウォールの有名な韻文「Oggy Oggy Oggy, Oi Oi Oi」の語「oggy」は、コーンウォール語でパスティを意味する「hogen」から派生した方言「hoggan」に由来すると考えられている。パスティが出来上がると、鉱山のBal maiden（デヴォンとコーンウォールの鉱山で働く女性、子供）は立て坑奥へ「Oggy Oggy Oggy」と叫び、鉱員が了解の意味で「Oi Oi Oi」と叫び返す。ウェールズのコメディアン、マックス・ボイス (Max Boyce) は、コーンウォールの韻文をウェールズのものと主張したことをコーンウォールに謝罪した。この韻文はコーンウォールの鉱員により南ウェールズ炭田 (South Wales coalfield) に伝わったと思われる。コーンウォールのラグビーの試合で歌われ、2番まで続く。

### パスティの迷信
コーンウォール中で有名な迷信は、パスティの皮は食べないべきであるという説である。コーンウォールの鉱員は最後の皮を、スズ鉱山に宿る亡くなった鉱員の精霊、ノッカーの空腹を満たすために投げ捨てた。船員と漁師は同様に、亡くなった船乗りの精霊の空腹を満たすために海に投げ捨てた。この皮は通常カモメに奪いとられるが、ウェストカントリーではカモメは亡くなった船乗りの霊魂との迷信が広く信じられている。

### コーンウォール方言のオード（叙情詩）
I dearly luv a pasty,

A 'ot 'n' leaky wun,

Weth taties, mayt 'n' turmit,

Purs'ly 'n' honyun,

Un crus be made with su't,

'N' shaped like 'alf a moon,

Weth crinkly hedges, freshly baked,

E always gone too soon!

## 巨大パスティ

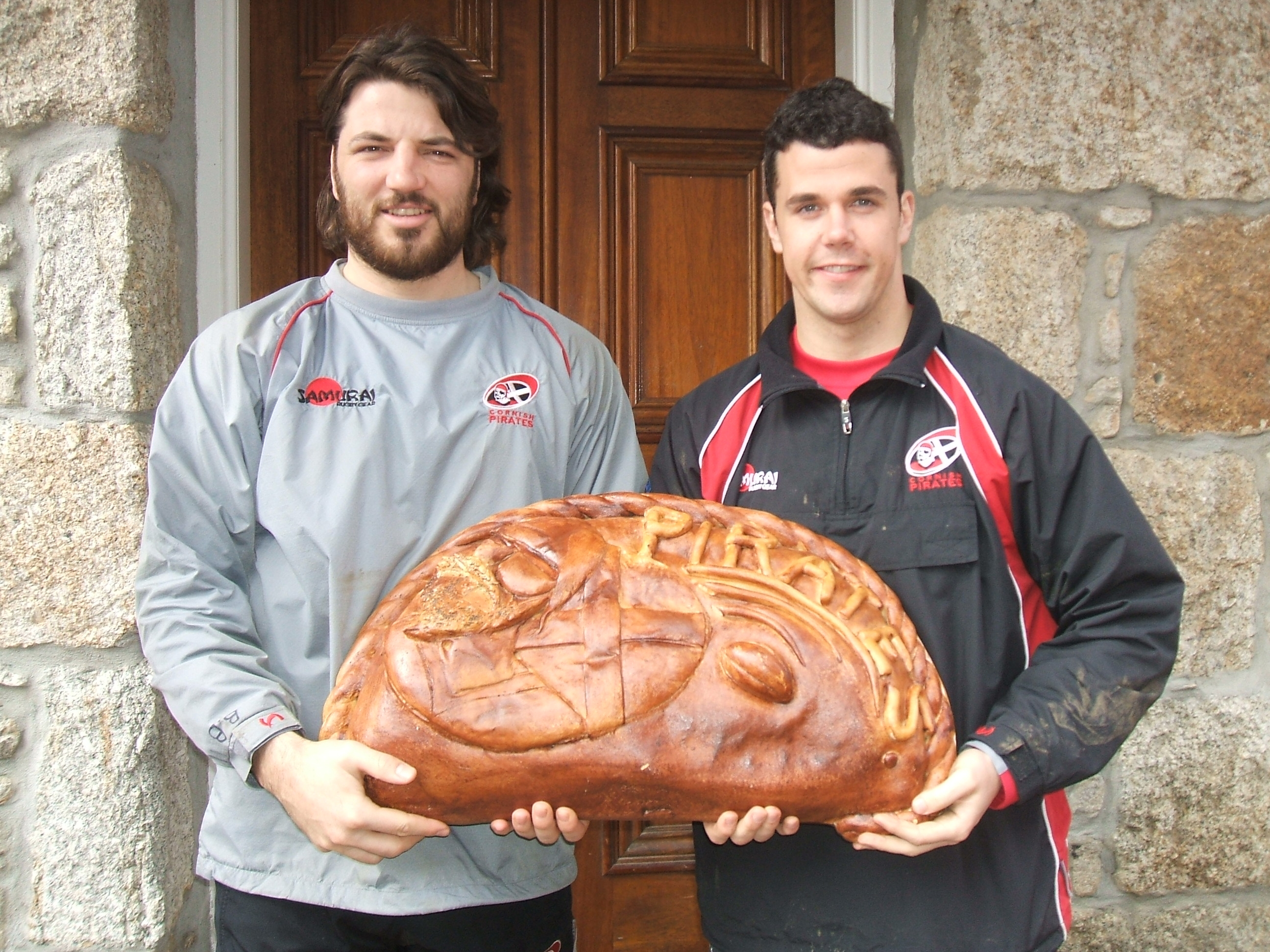
コーンウォール州、カンボーンにおける2009年のSt. Piran's Festivalで、Cornish Pirates（ペンザンスとニューリンの15人制ラグビークラブ）選手がパレードした

パスティは様々なコンテストや祝祭の題材となる。コーンウォールのフォーイ (Fowey) では、レガッタウィークに通りを巨大なパスティがパレードした。6フィート（1.8メートル）の大きさで、運ぶために仮装した4人の男性が必要な重さであった。同様に、コーンウォールのラグビーチームは、重要な試合のときに巨大なパスティをゴールポストに掲げる。ミシガン州、カルメットでは毎年夏に「パスティ・フェスト」を開催して地元の名物料理を祝う。巨大パスティの公式な世界記録はないが、1985年にコーンウォールのYoung Farmers' Clubが7時間を費やして32フィート（9.8メートル）の長さのパスティを作った。1999年にファルマスの最初のパスティ祭りでパン屋が焼いた巨大パスティにより、この記録が破られたと言われている。

## ダブナーの誤り
「ニューヨークタイムズ」の連載『Freakonomics』（邦題『ヤバい経済学』）で、2008年7月に、ステファン・J・ダブナーは、「エコノミスト」がメキシコでのコーニッシュ・パスティ販売に関する記述を「ペイストリー」の誤植であると非難し詳述した。「エコノミスト」は彼にコーニッシュ・パスティを送り、これに応じた。ダブナーの誤りは（パスティの存在についての）無学であり、誤植や文法の誤りではない。